# 新欣樹
新 欣樹（あたらし きんじゅ、1943年1月31日 - ）は、日本の官僚、実業家。

## 来歴・人物
開成高校を経て、1965年東京大学法学部卒業後、通産省入省。同期入省は、川口順子、江崎格（商工中金理事長、元産業政策局長）、清川佑二（東芝専務執行役員、元特許庁長官）、武田邦靖（富士電機システムズ副社長、元国土庁長官官房審議官）、中川勝弘（トヨタ副会長、元通産審議官）、松藤哲夫（北海道電力副社長）など。
通商政策局経済協力部企画官、英国王立国際問題研究所（チャタムハウス）客員研究員、機械情報産業局電子政策課長などを経て、科学技術庁に出向。原子力局政策課長、官房総務課長、科学技術振興局長、長官官房長を歴任。
科技庁官房長のとき、長官の田中真紀子と行政改革などを巡り衝突して更迭されるが、当時の通産大臣橋本龍太郎らの支持もあって、通産省に戻り、1995年中小企業庁長官に任命され、政治問題となっていた政府系中小企業金融機関の既往借入金金利問題を決着させた。1996年通産省退官、石油公団理事、日本原子力発電副社長などを経て、2009年財団法人電源地域振興センター理事長。
2019年、瑞宝重光章受章。
経済評論家・土屋清は岳父。

## 略歴
- 1995年6月：中小企業庁長官
- 1996年：退官
- 1996年7月：石油公団理事
- 1999年10月：日本情報処理開発協会 専務理事(～2002年6月)
- 2002年6月：日本原子力発電 常務取締役
- 2005年6月：日本原子力発電 副社長(～2009年6月)
- 2009年7月：電源地域振興センター理事長
- 2013年6月：素形材センター会長